# Сан Квирико (Гросето)
Сан Квирико (итал. San Quirico) је насеље у Италији у округу Гросето, региону Тоскана.
Према процени из 2011. у насељу је живело 476 становника. Насеље се налази на надморској висини од 476 м.